# Den sorte Maske
Den sorte Maske er en dansk stumfilm fra 1907 produceret af Nordisk Films Kompagni og instrueret af Viggo Larsen.

## Handling
Filmen handler om en smuglerbande, der ledes af en fornem dame. Politiet afslører smuglerbanen og konfronterer dem, og der opstår et stort slagsmål.

## Medvirkende
- Gustav Lund
- Robert Storm Petersen